# Воронов, Сергей Васильевич
Серге́й Васи́льевич Во́ронов (род. 12 июня 1967, Горький, РСФСР, СССР) — российский государственный деятель, политик и предприниматель.

## Биография
Родился в городе Горький. После окончания школы служил в погранвойсках. Окончил исторический факультет Горьковского государственного университета им. Н. И. Лобачевского и Высшую комсомольскую школу при ЦК ВЛКСМ.
С 1989 года занимал должность помощника члена Верховного Совета СССР. В 1992—1993 годах являлся полномочным представителем Нижегородской области в федеральных органах государственной власти. С 1993 по 1995 год был депутатом Государственной думы I созыва. В 1995—1997 годах являлся полномочным представителем Нижегородской области в Федеральном собрании РФ. С марта по ноябрь 1997 года занимал должность заместителя губернатора Нижегородской области (сначала Б. Е. Немцова, а с июля — И. П. Склярова). В 1998—2002 годах был депутатом Законодательного собрания Нижегородской области.
Параллельно с работой депутатом в 1998—1999 годах занимал должность вице-президента ОАО АК «Транснефть». С 2000 по 2001 годы являлся директором МУП «КРУН». В декабре 2001 года был назначен на должность и. о. заместителя главы администрации Нижнего Новгорода по социальным вопросам.
В 2002—2003 года занимал должность заместителя губернатора Красноярского края.
В 2003—2006 годах был директором Московского института межрегионального сотрудничества.
В марте 2006 года был назначен на должность заместителя главы администрации Иркутской области. Курировал и контролировал деятельность главного финансового управления, департамента инвестиционной политики, агентства по государственному заказу.
Осенью 2007 года Воронов был арестован по подозрению в растрате кредита, выданного одному из областных ГУПов. 25 июня 2008 года отстранён с поста вице-губернатора Иркутской области в связи с арестом и возбуждением против Воронова уголовного дела. В январе 2011 года был признан виновным и приговорён к 6 годам лишения свободы в колонии общего режима. Дважды, в апреле и в декабре 2011 года, подавал ходатайство об условно-досрочном освобождении, второе из которых было удовлетворено.

### Государственная Дума РФ (1993—1995)
Осенью 1993 года выдвинут группой избирателей кандидатом в депутаты Госдумы I созыва по Арзамасскому округу №118 при поддержке регионального блока сторонников нижегородского губернатора Бориса Немцова. 12 декабря избран депутатом, получив 49 070 голосов избирателей (19,40 %). Был членом Комитета по организации работы Госдумы (подкомитет по контролю над обеспечением депутатской деятельности, комитетов и фракций), с 6 октября 1995 года член думского Комитета по законодательству и судебно-правовой реформе. Первоначально входил в депутатскую группу «Союз 12 декабря» либерально-демократической направленности, в январе—феврале 1994 года занимал пост ответственного секретаря группы. Летом 1994 года был выведен из группы. В марте 1995 года примкнул к группе «Стабильность».
В качестве депутата принимал участие в разработке нескольких законопроектов, в том числе — изменений в законы «О страховании», «О государственной регистрации юридических лиц», «О государственных внебюджетных фондах» и так далее. Автор законопроекта «Об основах законодательства в области обязательного страхования». Кроме того, выступил инициатором переименования города Кремлёв Нижегородской области в Саров — соответствующий закон был принят Государственной Думой 21 июля 1995 года.

### Администрация Нижегородской области (1995—1997)
Совместным постановлением Законодательного собрания Нижегородской области и губернатора Нижегородской области Бориса Немцова от 28 декабря 1995 года было образовано постоянное представительство Нижегородской области в Федеральном собрании РФ. Полномочным представителем области в Федеральном собрании был назначен Сергей Воронов. Координировал деятельность депутатов Государственной Думы и членов Совета Федерации, избранных от Нижегородской области, в том числе (в этом качестве) — Бориса Немцова, являвшегося с 1995 по 1997 годы одновременно губернатором и членом Совфеда.
В 1997 году, после перехода Немцова на работу в Правительство РФ, и. о. губернатора Нижегородской области Юрий Лебедев назначил Воронова своим заместителем. К уже имевшимся полномочиям Воронова было добавлено взаимодействие с органами местного самоуправления Нижегородской области. В качестве полномочного представителя Нижегородской области в Федеральном собрании РФ и заместителя губернатора Нижегородской области проработал до избрания новым главой региона в 1997 году Ивана Склярова.

### ОАО АК «Транснефть» (1998—1999)
Занимал должность вице-президента компании в период, когда «Транснефть» возглавлял Дмитрий Савельев. Руководил аппаратом президента АК «Транснефть», отвечал за взаимодействие с органами власти, регионами, информационную политику и связи с общественностью, курировал вопросы корпоративного управления. Входил в состав правления компании. В сентябре 1999 года, когда руководство компанией было передано государством Семёну Вайнштоку, Воронов после своего увольнения обвинил в рейдерском захвате «Транснефти» структуры ОАО «Лукойл». С оценкой Воронова согласилась и часть депутатов Государственной Думы.

### Законодательное собрание Нижегородской области (1998—2002 гг.)
Избрался в Законодательное собрание Нижегородской области второго созыва по одномандатному избирательному округу № 43 (Варнавинский, Воскресенский, Краснобаковский, Семёновский районы).
В ходе работы неоднократно вступал в жёсткую личную конфронтацию с губернатором Нижегородской области Иваном Скляровым, в частности — первым в истории современной России поднял вопрос о необходимости упрощения процедуру отзыва глав субъектов федерации. Организовал движение «Власть — народу», которое безуспешно пыталось провести сбор подписей за отставку Склярова с должности губернатора. Одновременно с этим проявил себя как меценат. Организовал Фонд имени Варнавы Ветлужского и Фонд «Светлояр». На собственные средства построил деревянную церковь Казанской иконы Божией Матери на озере Светлояр и церковь в честь прп. Варнавы Ветлужского в посёлке Варнавино Нижегородской области.
17 декабря 2001 года назначен исполняющим обязанности заместителя мэра Нижнего Новгорода по социальным вопросам. В качестве и. о. вице-мэра проработал до окончания срока полномочий главы города Юрия Лебедева, совмещая эту должность с работой депутатом Заксобрания.

### Администрация Красноярского края (2002—2003)
В декабре 2002 года назначен заместителем губернатора Красноярского края. Возглавил постоянное представительство Красноярского края при Правительстве РФ. Как пояснял сам Воронов, представительство занималось защитой интересов региона при принятии решений в министерствах, ведомствах Правительства РФ, взаимодействовало с депутатами Государственной Думы, членами Совета Федерации и представляло интересы края на уровне Москвы.
В частности, при содействии представительства Красноярского края была начата разработка проекта «Комплексное развитие Нижнего Приангарья». Воронов также принимал участие в сомнительных схемах вывода с территории края налогов крупнейших российских предприятий, в том числе — подконтрольных Олегу Дерипаске и Михаилу Ходорковскому. В мае 2003 года в должности руководителя представительства Красноярского края при Правительстве РФ Воронова сменил бывший вице-мэр Санкт-Петербурга Анатолий Тихонов.

### Администрация Иркутской области
В марте 2006 года назначен вице-губернатором Иркутской области. Курировал департамент финансов, департамент инвестиционной политики, Региональную энергетическую комиссию, департамент имущественных отношений, департамент природопользования и охраны окружающей среды, Агентство по государственному заказу.

## Уголовное преследование
Осенью 2007 года Воронов был арестован по подозрению в растрате кредита, выданного в декабре 2006 года ОГУП «Дорожная служба Иркутской области» (ДСИО), которую возглавлял приглашённый Вороновым в Иркутск Виктор Бушуев. Следствие установило, что полученный службой кредит от Сбербанка в размере 150 млн рублей был частично обналичен и присвоен Вороновым, Бушуевым и рядом «неустановленных лиц». Общий размер растрат был оценён в 42 млн рублей. Даже находясь под арестом, Воронов формально оставался в должности заместителя губернатора. Был отстранён от работы 25 июня 2008 года — приказом нового губернатора Иркутской области Игоря Есиповского. В январе 2011 года суд признал Воронова виновным по статьям «Присвоение или растрата» и «Превышение должностных полномочий» и назначил ему наказание в виде 6 лет лишения свободы в колонии общего режима с лишением права занимать государственные должности РФ и субъектов РФ, должности главы местного самоуправления и другие должности в государственных органах и органах местного самоуправления, связанных с осуществлением в них организационно-распорядительных и административно-хозяйственных функций, сроком на 3 года. Сам Воронов своей вины не признал. При этом почти три года Воронов уже отсидел в СИЗО во время следствия. В апреле 2011 года им было подано ходатайство об условно-досрочном освобождении, которое было отклонено. Повторное ходатайство было удовлетворено в декабре 2011 года.

## Семейное положение
Женат, воспитывает дочь и сына.